# Pelidnota ebenina
Pelidnota ebenina är en skalbaggsart som beskrevs av Blanchard 1846. Pelidnota ebenina ingår i släktet Pelidnota och familjen Rutelidae. Inga underarter finns listade i Catalogue of Life.